# Diplazium subspectabile
Diplazium subspectabile är en majbräkenväxtart som först beskrevs av Ren-Chang Ching och W.M.Chu och som fick sitt nu gällande namn av R.Wei och X.C.Zhang.
Diplazium subspectabile ingår i släktet Diplazium och familjen Athyriaceae. Inga underarter finns listade i Catalogue of Life.